# Dave Rollinson
David „Dave“ Rollinson (* 11. Januar 1947 in Liverpool) ist ein ehemaliger britischer Radrennfahrer.

## Sportliche Laufbahn
Rollinson begann als Jugendlicher in einem Tourenradwettbewerb mit dem Radsport. Danach wurde er Mitglied im Verein „Mercury Liverpool“ und war im Straßenradsport aktiv.
Rollinson war Teilnehmer der Olympischen Sommerspiele 1968 in Montreal. Im olympischen Straßenrennen belegte er beim Sieg von Pierfranco Vianelli den 34. Platz. 1967 wurde er hinter Les West Zweiter im Milk Race. Er gewann eine Etappe und die Eintagesrennen Archer Grand Prix vor Danny Horton und Sheffield–Newark–Sheffield. Er startete in der Tour de l’Avenir und kam auf den 33. Rang. 1968 gewann er eine Reihe britischer Rennen und erneut eine Etappe im Milk Race sowie erneut Sheffield–Newark–Sheffield.
Rollinson zog nach Olympia für einige Zeit nach Frankreich und fuhr dort für den Verein ACBB Rennen. Den Kontakt hatte ihm der damalige Trainer von Jacques Anquetil vermittelt. In der Tour de l’Avenir 1969 wurde er 31., er hatte eine Etappe der Rundfahrt gewonnen. Rollinson gewann 1970 den Grand Prix d’Aix-en-Provence, zwei Etappen der Deux Jours de Caen, den Grand Prix de Londinieres und erzielte weitere vordere Platzierungen. Bei den Commonwealth Games wurde er Vierter im Einzelrennen hinter dem Sieger Bruce Biddle. In seiner Heimat gewann er den nationalen Titel im Straßenrennen vor Gary Crewe. Den Titel verteidigte er 1971 vor Phil Bayton. Rollinson gewann weitere Rennen in Frankreich, darunter die 101. Auflage des Eintagesrennens Paris–Rouen.
Im Rennen der Straßenradsport-Weltmeisterschaften 1967 wurde er 20., 1970 kam er als 19. ins Ziel.
1972 und 1973 fuhr er als Berufsfahrer im Radsportteam TI-Raleigh. Dabei konnte er an seine Erfolge als Amateur nicht anknüpfen.

## Berufliches
Während seine Profilaufbahn und danach war Rollinson als Repräsentant der Firma Raleigh tätig.